# Luteimonas mephitis
Luteimonas mephitis ist eine Art von Bakterien. Sie zählt zu den Proteobakterien. Das Bakterium wurde zuerst aus einen Abgasfilter isoliert. Auch in der Antarktis wurde die Art innerhalb von Mikrobenmatten gefunden.

## Erscheinungsbild
Die Zellen von Luteimonas mephitis sind stäbchenförmig. Die Breite liegt zwischen 0,4 und 0,6 μm und die Länge zwischen 0,8 und 1,8 μm. Die Kolonien sind gelb gefärbt. Flagellen sind nicht vorhanden.

## Stoffwechsel
Der Stoffwechselweg von Luteimonas mephitis beruht auf der Atmung. Das Bakterium ist heterotroph. Sauerstoff ist der terminale Elektronenakzeptor. Der Gram-Test fällt negativ aus.
Das Bakterium reduziert Nitrit zu Distickstoffoxid (N2O) (Denitrifikation). Nitrat wird von der Art nicht reduziert. Das bei der Denitrifizierung von Nitrit kein Stickstoff (N2), sondern Distickstoffoxid gebildet wird, ist ein wichtiges Unterscheidungsmerkmal von anderen genetisch nahe stehenden Arten. Tween 80 wird von dem Bakterium hydrolysiert. Aesculin wird nicht hydrolysiert. Auch Lecithin wird nicht abgebaut.
Luteimonas mephitis wurde auf Antibiotika getestet und ist resistent gegen Erythromycin, Streptomycin, Nalidixinsäure, Ampicillin und Penicillin G. Das Bakterium ist aber nicht krankheitserregend.

## Chemotaxonomische Merkmale
Bei den dominierenden Quinon handelt es sich bei Luteimonas mephitis um das Ubiquinon-8. Ungewöhnlich ist die Dominanz von verzweigtkettigen, ungeradzahligen Fettsäuren. Die Präsenz von verzweigten Fettsäuren und das Vorhandensein von Ubiquinon-8 ist auch ein typisches Merkmal für die eng verwandten Gattungen Stenotrophomonas und Xanthomonas. Die Reduktion von Nitrit zu Distickstoffoxid (N2O) ohne Freisetzung von Stickstoff (N2) tritt bei diesen Arten allerdings nicht auf und ist ein wichtiges Unterscheidungsmerkmal.
Die beiden am häufigsten vorkommenden Fettsäuren sind iso-C15:0, iso-C17:1 cis-9 und iso-C17:0

## Systematik
Luteimonas mephitis wurde im Jahr 2000 von Wolfgang Finkmann,  Karlheinz Altendorf, Erko Stackebrandt und André Lipski erstbeschrieben. Es handelt sich um die erste beschrieben Art der Gattung Luteimonas, es ist also die Typusart dieser Gattung.
Luteimonas wurde zuerst der Familie Xanthomonadaceae zugeordnet. Aufgrund weiteren phylogenetischen Untersuchungen und Analysen der rRNA wurde die Familie im Jahr 2015 aufgelöst und die enthaltenden Arten in andere Familien gestellt. Luteimonas mephitis wird nun in die Familie Lysobacteraceae der Ordnung Lysobacterales gestellt. Diese Ordnung gehört wiederum zu der Klasse der Gammaproteobacteria.

## Etymologie
Der Gattungsname Luteimonas ist abgeleitet von dem lateinischen Adjektiv luteus (gelb) und dem griechischen Wort monas (Einheit). Der Artname L. mephitis beruht auf
dem Namen der italischen Göttin für schwefelige und unangenehme Gerüche Mephitis. Das Bakterium wurde aus einen Biofilter für die Abgasbehandlung isoliert.